# Ánh sáng ma khí quyển
Ánh sáng ma khí quyển là các ánh sáng (hoặc đám cháy) xuất hiện trong bầu khí quyển mà không có nguyên nhân rõ ràng. Các ví dụ bao gồm onibi, hitodama và ma trơi. Chúng thường được nhìn thấy ở những vùng có khí hậu ẩm ướt.
Theo truyền thuyết, một số ánh sáng là linh hồn lang thang của người chết, công việc của quỷ (hoặc yokai) hoặc trò đùa của các tiên nữ. Người ta sợ rằng chúng là điềm báo của cái chết. Ở những nơi khác trên thế giới, có những tín ngưỡng dân gian cho rằng những đám cháy siêu nhiên xuất hiện nơi chôn giấu kho báu; những đám cháy này được cho là linh hồn của kho báu hoặc linh hồn của con người bị chôn với hàng hóa tùy tùng Ánh sáng ma trong khí quyển đôi khi cũng được cho là có liên quan đến UFO.
Một số ánh sáng ma như lửa thánh Elmo hoặc shiranui đã được giải thích là hiện tượng quang học phát quang thông qua hoạt động điện trong khí quyển. Các loại khác có thể là do sự cháy của các khí dễ cháy, sét hòn (ball lightning), thiên thạch, ngọn đuốc, đèn hay những đám cháy do con người tạo ra, sự hiểu lầm về sự vật của con người và những trò bịp. Hầu như tất cả các vụ cháy như vậy đã nhận được giải thích tự nhiên như vậy.

## Ví dụ từ Úc
Bóng sáng Min Min - một hiện tượng được cho là xảy ra ở vùng hẻo lánh Úc. Đèn có nguồn gốc từ trước thời thuộc địa châu Âu nhưng giờ đã trở thành một phần của văn hóa dân gian đô thị hiện đại.